# 月與萊卡與吸血公主
《月與萊卡與吸血公主》是日本小說家牧野圭祐所創作的輕小說。插畫由負責。於2016年12月20日起在日本由GAGAGA文庫發售。是以真實歷史上的冷戰太空競賽為背景改編的架空世界觀，敘述吸血鬼少女與人類青年為了登陸月球而共同努力的故事。
改編電視動畫於2021年10月3日播映。

## 故事簡介

### 共和國篇
被降級成候補的太空人培訓生列夫·雷普斯某日受上級的命令，為了測試人體在宇宙會發生何種反應，以及在無重力環境下的影響，於是將和人類肉體構造幾無差異的吸血鬼當成實驗動物，決定在正式發射火箭之前將其試射上太空，為此共和國需要培訓出一名吸血鬼太空人出來，而列夫則是這個吸血鬼太空人的訓練員與監視者。
吸血鬼的名字是伊琳娜·盧米涅斯克。是名17歲的少女。兩人的相遇，揭開了歷史上第一名太空人的真實面紗。

### 聯合王國篇
在共和國成功完成首次的載人太空飛行，並公布了在前一年十二月完成、由吸血鬼進行的太空飛行後，這兩次事件被世間合稱為「雷普斯＆盧米涅斯克衝擊」，消息瞬間震撼了世界，還讓聯合王國逐漸失去大國的威信。企圖挽回信賴的聯合王國，卻在太空競賽以外的地方連連失利，這讓聯合王國的威信受到進一步的削弱，加上先前共和國領導人格吉耶夫的演講，聯合王國境內的新血種族對國內的種族歧視感到憤怒，並將伊琳娜·盧米涅斯克視為希望。於內憂外患的情況中，聯合王國決定不顧技術的缺失與預算未到位的窘境，公開表示要在六零年代結束前，達成「讓人類登陸月球並平安返回」的太空計畫。
就在這樣詭異的氛圍下，身為聯合王國第一名太空人弟弟的國立太空總署新進研究員伯特·法菲爾德被分發到了由新血種族的女室長凱伊·史加雷領導的數位電腦室，開始了聯合王國邁向月球的第一步。

## 登場人物
配音無特別說明的情況，皆為動畫版的聲優。

### 共和國篇
列夫·雷普斯（聲：内山昂輝、神戶光步（少年））
基尼特拉共和國的太空人培訓生，因為毆打虐待部下的上司而被降階至候補。某日卻被上層命令，成了吸血鬼少女伊琳娜的訓練員與監視者。對陰暗傳聞不斷的吸血鬼種族並沒有偏見，也同時厭惡歧視吸血鬼的人。
在回到地球後，將伊琳娜進行的太空飛行成功之事公諸於世，引發「雷普斯＆盧米涅斯克衝擊」。
人物原型為尤里·加加林。
伊琳娜·盧米涅斯克（聲：林原惠）
吸血鬼一族的少女。被共和國選為代替人類進行太空飛行的實驗品。討厭人類，但在與列夫相處後逐漸和他能互相理解。
米海爾·雅辛（聲：日野聰）
基尼特拉共和國的太空人培訓生之一，成績優異、家世不凡、冷靜沉著、相貌端正的青年。與列夫、羅莎是競爭對手，對成為史上第一名太空人十分執著。
人物原型為科馬羅夫。
羅莎·普列維茨卡婭（聲：小松未可子）
基尼特拉共和國的太空人培訓生之一，也是其中唯一的女性成員。駕駛戰鬥機的技術非常出色。
人物原型為瓦蓮京娜·捷列什科娃。
薩加列維奇副官（聲：樫井笙人）
基尼特拉共和國太空人培訓中心的副所長。
是個虔誠的教會信徒，因此特別歧視吸血鬼，認為吸血鬼是骯髒的血統，為此在不得不出現於伊琳娜面前時總是掛著大蒜的男子，並且曾虐待身為吸血鬼的伊琳娜。
蘇拉瓦·柯羅文（聲：土師孝也）
共和國的科學家。太空開發計畫的提案與執行者。其存在被認為是國家機密，在國家公布太空計畫訊息而不得已必須介紹到他時，只能將他稱為「主任技師長」，而鮮有人知道其真名。是個外表嚴肅、實則充滿熱情的追夢者。
年輕時曾因冤罪被送往礦坑挖礦而患上嚴重疾病；在年事已高的現在、加上職務繁忙的緣故對他的身體造成了極大的負擔。似乎對上層要肅清伊琳娜的事情顯些不滿，並期望太空計畫能順利。
人物原型為科羅廖夫。
莫扎伊斯基博士（聲：青山穰）
生物醫學研究所主任。進行過各種動植物實驗，還把好幾條狗成功送上太空。
阿妮雅·西蒙尼揚（聲：木野日菜）
空軍醫學研究所的研究員。專業領域是吸血鬼的生態研究，負責收集伊琳娜的醫學上的資料和檢查數值。會熱情地稱她為「伊琳喵」，我行我素的態度讓讓伊琳娜也為之啞然。開朗且充滿活力的個性讓討厭人類的伊琳娜也願意和她當朋友。
維克托中將（聲：寺杣昌紀）
太空人培訓中心的指揮官，也是太空人培訓生的長官。有著一道曾在大戰中受到的傷疤，外表看起來十分嚴肅，個性嚴謹。其實對太空計畫沒有太多熱忱，所以對待培訓生是以培訓軍人的方式去執行。
娜塔莉亞（聲：井上喜久子）
太空人培訓宿舍的舍監。是名戴著眼鏡的樸素女性。擅長料理，製作的羅宋湯是培訓生與職員們的最愛。實際上是「送貨屋」的一員，在暗中守護著列夫與伊琳娜。
費奧多爾·格吉耶夫（聲：緒方賢一）
共和國的最高領導人。
在列夫成功登上太空時，收到來自軍方的威脅信。
在列夫成功返回地球後，先後表揚了列夫和伊琳娜，並且向世界提出反歧視的演講，成功重挫聯合王國的聲望。
角色原型為赫魯雪夫。
琉德米拉·赫爾羅瓦（聲：M·A·O）
格吉耶夫的心腹，是負責處理文書的秘書官，曾在聯合王國留學過。喜歡吃甜食。
於第六卷疑似遭到暗殺而死。

### 聯合王國篇
伯特·法菲爾德
凱伊·史加雷

## 出版物

### 輕小說
本篇
| 卷數 | 小學館         | 小學館                 | 青文出版社     | 青文出版社             |
| 卷數 | 發售日期       | ISBN                   | 發售日期       | ISBN                   |
| ---- | -------------- | ---------------------- | -------------- | ---------------------- |
| 1    | 2016年12月20日 | ISBN 978-4-09-451647-0 | 2018年9月13日  | ISBN 978-986-356-558-1 |
| 2    | 2017年4月20日  | ISBN 978-4-09-451672-2 | 2018年11月12日 | ISBN 978-986-356-643-4 |
| 3    | 2018年2月20日  | ISBN 978-4-09-451720-0 | 2019年2月20日  | ISBN 978-986-356-776-9 |
| 4    | 2018年9月19日  | ISBN 978-4-09-451752-1 | 2019年4月18日  | ISBN 978-986-356-849-0 |
| 5    | 2019年8月21日  | ISBN 978-4-09-451804-7 | 2020年6月11日  | ISBN 978-986-512-353-6 |
| 6    | 2021年3月18日  | ISBN 978-4-09-451886-3 | 2022年1月19日  | ISBN 978-626-303-981-0 |
| 7    | 2021年10月19日 | ISBN 978-4-09-453037-7 | 2022年7月27日  | ISBN 978-626-322-619-7 |

跨越銀河鐵道的夜晚～月與萊卡與吸血公主 星町篇～
| 卷數 | 小學館        | 小學館                 | 青文出版社    | 青文出版社             |
| 卷數 | 發售日期      | ISBN                   | 發售日期      | ISBN                   |
| ---- | ------------- | ---------------------- | ------------- | ---------------------- |
| 1    | 2020年3月18日 | ISBN 978-4-09-451831-3 | 2021年5月21日 | ISBN 978-986-549-894-8 |

### 漫畫
| 卷數 | 講談社         | 講談社                 |
| 卷數 | 發售日期       | ISBN                   |
| ---- | -------------- | ---------------------- |
| 1    | 2018年11月14日 | ISBN 978-4-06-513165-7 |

### 有聲書
由GAGAGA文庫與81 Produce合作推出的作品，2019年4月12日發行了第一卷。2021年1月20日發行第二卷。

## 電視動畫
於2021年10月播映。

### 製作人員
- 原作：牧野圭祐
- 角色原案：
- 導演：橫山彰利
- 系列構成：牧野圭祐
- 角色設計：加藤裕美
- 副導演：川口太詩
- 美術監督：金子雄司
- 美術設計：平澤晃弘
- 道具設計：岩畑剛一、鈴木典孝、ARVO-DESIGN
- 色彩設計：松山愛子
- 攝影監督：今泉秀樹
- 編輯：廣瀨清志
- 音響監督：濱野高年
- 音樂：光田康典
- 製作：ARVO ANIMATION[2]

### 主題曲
片頭曲
主唱：ALI PROJECT
片尾曲
主唱：Chima

### 各話列表
| 話數     | 日文標題 | 中文標題           | 劇本     | 分鏡               | 演出                 | 作畫監督                                                                                     | 總作畫監督                                               | 改編原作 | 首播日期 （2021年） |
| -------- | -------- | ------------------ | -------- | ------------------ | -------------------- | -------------------------------------------------------------------------------------------- | -------------------------------------------------------- | -------- | ------------------- |
| 第一話   |          | 吸血鬼计划         | 牧野圭祐 | 橫山彰利           | 北川正人             | 清水博幸、反町司 飯飼一幸、小澤圓                                                            | 加藤裕美                                                 | 第一卷   | 10月3日             |
| 第二話   |          | 成为宇航员的道路   | 牧野圭祐 | 橫山彰利           | 木村佳嗣             | 、能地清 森悦史、鹽澤樞                                                                      | 加藤裕美、反町司                                         | 第一卷   | 10月10日            |
| 第三話   |          | 夜航               | 伊神貴世 | 須永司             | 下司泰弘             | 小澤圓、遠藤省二、重松晉一 輿石曉、齋藤大輔 河村涼子、池田龍也                               | 加藤裕美、反町司 渕脇泰賀、内田利明 橋口翔太郎           | 第一卷   | 10月17日            |
| 第四話   |          | 湖邊的誓言         | 橫山彰利 | 所俊克             | 北川正人             | 清水博幸、池田龍也、齋藤大輔 本田創一、小笠原憂 藤田正幸、菊池一真                           | 加藤裕美、反町司 渕脇泰賀、内田利明 橋口翔太郎           | 第一卷   | 10月25日            |
| 第五話   |          | 分別的訓練         | 伊神貴世 | 工藤利春、橫山彰利 | 又野弘道             | 小澤圓、遠藤省二、重松晉一 輿石曉、齋藤大輔 河村涼子、池田龍也                               | 加藤裕美、反町司 渕脇泰賀、内田利明 橋口翔太郎           | 第一卷   | 11月1日             |
| 第六話   |          | 吸血公主           | 牧野圭祐 | 宮崎渚             | 川口太詩             | 南伸一郎、飯飼一幸 鎌倉宏也、服部一郎                                                        | 加藤裕美、反町司 渕脇泰賀、内田利明 橋口翔太郎           | 第一卷   | 11月8日             |
| 第七話   |          | 莉可麗絲的烹飪表演 | 牧野圭祐 | 須永司             | 新留俊哉             | Kwon Oh sik、Lim Kuen soo Chae Gwang Han、Jeong Yeon soon                                    | 加藤裕美、反町司 内田利明、渕脇泰賀                      | 第一卷   | 11月15日            |
| 第八話   |          | 少女的祈禱         | 砂山蔵澄 | 須永司             | 木村佳嗣             | 、能地清、森悅史 鹽澤樞、高橋宏郁                                                            | 加藤裕美、反町司 内田利明、渕脇泰賀 橋口翔太郎           | 第二卷   | 11月22日            |
| 第九話   |          | 聖格勒的白玫瑰     | 伊神貴世 | 所俊克             | 黑瀨大輔             | 小澤圓、橋口翔太郎                                                                           | 加藤裕美、反町司 内田利明、渕脇泰賀                      | 第二卷   | 11月29日            |
| 第十話   |          | 寒冷的春天         | 砂山蔵澄 | 所俊克             | 飯村正之             | 篠原健二、日根野優子                                                                         | 加藤裕美、反町司、内田利明                               | 第二卷   | 12月6日             |
| 第十一話 |          | 謊言與真相         | 伊神貴世 | 笹木信作           | 所俊克               | 、能地清 森悅史、高橋宏郁                                                                    | 加藤裕美、反町司 内田利明、渕脇泰賀 橋口翔太郎           | 第二卷   | 12月13日            |
| 第十二話 |          | 邁向新世界         | 牧野圭祐 | 須永司、橫山彰利   | 川口太詩、稻村保奈美 | 清水博幸、川添亞希子、後藤麻梨子 齋藤大輔、手島勇人、重松晉一 青木麻梨子、池田龍也、橫山彰利 | 加藤裕美、反町司 内田利明、渕脇泰賀 橋口翔太郎、川口太詩 | 第二卷   | 12月20日            |

### 播映平台
日本深夜動畫：下文記載的日本国内播放時間使用日本標準時間（UTC+9）表示。因為部分時間标识會採用30小时制，因此請留意这类超过24:00的时间，其實際播放時間為翌日清晨。
| 播放日期                | 播放時間（UTC+9）    | 播放電視台 | 播放地區   | 備註                     |
| ----------------------- | -------------------- | ---------- | ---------- | ------------------------ |
| 2021年10月3日－12月20日 | 星期日 25:35 - 26:05 | 東京電視台 | 關東廣域圏 |                          |
| 2021年10月3日－12月20日 | 星期日 25:35 - 26:05 | BS東視     | 日本全國   | 參加製作委員會，BS       |
| 2021年10月5日－12月21日 | 星期二 24:00 - 24:30 | KBS京都    | 京都府     |                          |
| 2021年10月5日－12月21日 | 星期二 24:00 - 24:30 | SUN電視台  | 兵庫縣     |                          |
| 2021年10月6日－12月22日 | 星期三 21:00 - 21:30 | AT-X       | 日本全國   | 衞星廣播，有字幕，有重播 |

| 國家或地區 | 播映平台                                                                               | 播映日期                      | 播映時間              | 備註  |
| --- | -------------------------------------------------------------------------------------- | ----------------------------- | --------------------- | ----- |
| 台灣 | 巴哈姆特動畫瘋、CATCHPLAY+、中華電信MOD、Hami Video friDay影音、KKTV、LINE TV、myVideo | 2021年10月3日－2021年12月21日 | 星期日 25:05（UTC+8） | [ 8 ] |
| 香港 | Aniplus                                                                                | 2021年10月3日－2021年12月21日 | 星期日 25:05（UTC+8） | [ 8 ] |
| 新加坡 | CATCHPLAY+、meWATCH                                                                    | 2021年10月3日－2021年12月21日 | 星期日 25:05（UTC+8） | [ 8 ] |
| 香港、澳門、台灣 | bilibili                                                                               | 2021年10月3日－2021年12月21日 | 星期日 25:05（UTC+8） | [ 9 ] |
| 孟加拉國、不丹、文萊、柬埔寨、關島、香港、印度、印度尼西亞、老撾、澳門、馬來西亞、馬爾代夫、蒙古、緬甸、尼泊爾、北馬里亞納島、巴基斯坦、巴布亞新幾內亞、菲律賓、塞舌爾、新加坡、斯里蘭卡、台灣、東帝汶、泰國、越南、斐濟、哈薩克斯坦、吉爾吉斯斯坦、馬紹爾群島、毛里求斯、密克羅尼西亞、瑙魯、新喀裡多尼亞、帕勞、薩摩亞、所羅門島、湯加、圖瓦盧、瓦努阿圖 | Ani-One Asia YouTube頻道（ULTRA頻道會員專區）                                          | 2021年10月4日－2021年12月16日 | 星期一 10:00（UTC+8） | [ 8 ] |

## 獲獎
- 2018年：《這本輕小說真厲害！》文庫部門第四名。
- 2022年：星雲賞日本長篇部門[10]

## 外部連結
- 電視動畫官方網站（日語）
- 電視動畫官方的X（前Twitter）（日語）